# Torneo Preolímpico Mundial Femenino de Rugby 7 2021
El Torneo Preolímpico Mundial Femenino de Rugby 7 2021 fue un torneo de rugby 7 que clasificó a dos equipos al torneo femenino de rugby 7 en los Juegos Olímpicos de Tokio 2020.
El torneo se disputó en el Estadio Luis II de Mónaco entre el 19 y 20 de junio de 2021.

## Equipos
| Competición             | Fecha                                   | Sede                        | Plazas | Equipos clasificados     |
| ----------------------- | --------------------------------------- | --------------------------- | ------ | ------------------------ |
| Campeonato Sudamericano | 1 – 2 de junio de 2019                  | Lima · ( Perú)              | 2      | Colombia Argentina       |
| Norteamérica            | 6 de julio de 2019 – 7 de julio de 2019 | George Town ( Islas Caimán) | 1      | México                   |
| Campeonato Europeo      | 13 – 14 de julio de 2019                | Kazán · ( Rusia             | 2      | Rusia Francia            |
| Campeonato Africano     | 12 – 13 de octubre de 2019              | Jemmal ( Túnez)             | 2      | Madagascar Túnez         |
| Campeonato de Oceanía   | 7 – 9 de noviembre de 2019              | Suva ( Fiyi)                | 2      | Papúa Nueva Guinea Samoa |
| Campeonato Asiático     | 9 – 10 de noviembre de 2019             | Guangzhou ( China)          | 2      | Hong Kong Kazajistán     |
| TOTAL                   |                                         |                             | 11     | 11                       |

- Jamaica se retiró del torneo por las dificultades relacionadas con la pandemia de COVID-19.

## Fase de grupos

### Grupo A
| Pos. | Equipo    | Encuentros | Encuentros | Encuentros | Encuentros | Tantos  | Tantos    | Tantos     | Puntos Totales |
| Pos. | Equipo    | jugados    | ganados    | empatados  | perdidos   | a favor | en contra | diferencia | Puntos Totales |
| ---- | --------- | ---------- | ---------- | ---------- | ---------- | ------- | --------- | ---------- | -------------- |
| 1    | Rusia     | 3          | 3          | 0          | 0          | 128     | 7         | +121       | 9              |
| 2    | Argentina | 3          | 2          | 0          | 1          | 58      | 53        | +5         | 7              |
| 3    | Samoa     | 3          | 1          | 0          | 2          | 32      | 64        | −32        | 5              |
| 4    | México    | 3          | 0          | 0          | 3          | 17      | 111       | −94        | 3              |

Nota: Se otorgan 3 puntos al equipo que gane un partido, 2 al que empate y 1 al que pierda
| 19 de junio | Argentina | 36 - 0 | México |  |  |

| 19 de junio | Rusia | 32 - 0 | Samoa |  |  |

| 19 de junio | Argentina | 15 - 12 | Samoa |  |  |

| 19 de junio | Rusia | 55 - 0 | México |  |  |

| 20 de junio | México | 17 - 20 | Samoa |  |  |

| 20 de junio | Rusia | 41 - 7 | Argentina |  |  |

### Grupo B
| Pos. | Equipo             | Encuentros | Encuentros | Encuentros | Encuentros | Tantos  | Tantos    | Tantos     | Puntos Totales |
| Pos. | Equipo             | jugados    | ganados    | empatados  | perdidos   | a favor | en contra | diferencia | Puntos Totales |
| ---- | ------------------ | ---------- | ---------- | ---------- | ---------- | ------- | --------- | ---------- | -------------- |
| 1    | Kazajistán         | 2          | 2          | 0          | 0          | 29      | 10        | +19        | 6              |
| 2    | Túnez              | 2          | 1          | 0          | 1          | 46      | 17        | +29        | 4              |
| 3    | Papúa Nueva Guinea | 2          | 0          | 0          | 2          | 5       | 46        | −41        | 2              |

Nota: Se otorgan 3 puntos al equipo que gane un partido, 2 al que empate y 1 al que pierda
| 19 de junio | Papúa Nueva Guinea | 5 - 46 | Túnez |  |  |

| 19 de junio | Kazajistán | 12 - 0 | Túnez |  |  |

| 20 de junio | Papúa Nueva Guinea | 10 - 17 | Kazajistán |  |  |

### Grupo C
| Pos. | Equipo     | Encuentros | Encuentros | Encuentros | Encuentros | Tantos  | Tantos    | Tantos     | Puntos Totales |
| Pos. | Equipo     | jugados    | ganados    | empatados  | perdidos   | a favor | en contra | diferencia | Puntos Totales |
| ---- | ---------- | ---------- | ---------- | ---------- | ---------- | ------- | --------- | ---------- | -------------- |
| 1    | Francia    | 3          | 3          | 0          | 0          | 151     | 0         | +151       | 9              |
| 2    | Hong Kong  | 3          | 2          | 0          | 1          | 50      | 77        | −27        | 7              |
| 3    | Colombia   | 3          | 1          | 0          | 2          | 22      | 85        | −63        | 5              |
| 4    | Madagascar | 3          | 0          | 0          | 3          | 19      | 80        | −61        | 3              |

Nota: Se otorgan 3 puntos al equipo que gane un partido, 2 al que empate y 1 al que pierda
| 19 de junio | Hong Kong | 31 - 10 | Colombia |  |  |

| 19 de junio | Francia | 49 - 0 | Madagascar |  |  |

| 19 de junio | Hong Kong | 19 - 12 | Madagascar |  |  |

| 19 de junio | Francia | 47 - 0 | Colombia |  |  |

| 20 de junio | Colombia | 12 - 7 | Madagascar |  |  |

| 20 de junio | Francia | 55 - 0 | Hong Kong |  |  |

### Fase Final

#### Semifinales de clasificación
| 20 de junio | Francia | 52 - 0 | Colombia |  |  |

| 20 de junio | Argentina | 5 - 24 | Hong Kong |  |  |

| 20 de junio | Kazajistán | 29 - 21 | Túnez |  |  |

| 20 de junio | Rusia | 29 - 0 | Samoa |  |  |

#### Finales de clasificación
| 20 de junio | Rusia | 38 - 0 | Kazajistán |  |  |

| 20 de junio | Francia | 51 - 0 | Hong Kong |  |  |

#### Clasificadas a los Juegos Olímpicos
| Bandera de Francia   |
| Clasificadas Francia |

| Bandera de Rusia   |
| Clasificadas Rusia |